# Tempel der ägyptischen Götter (Gortyn)

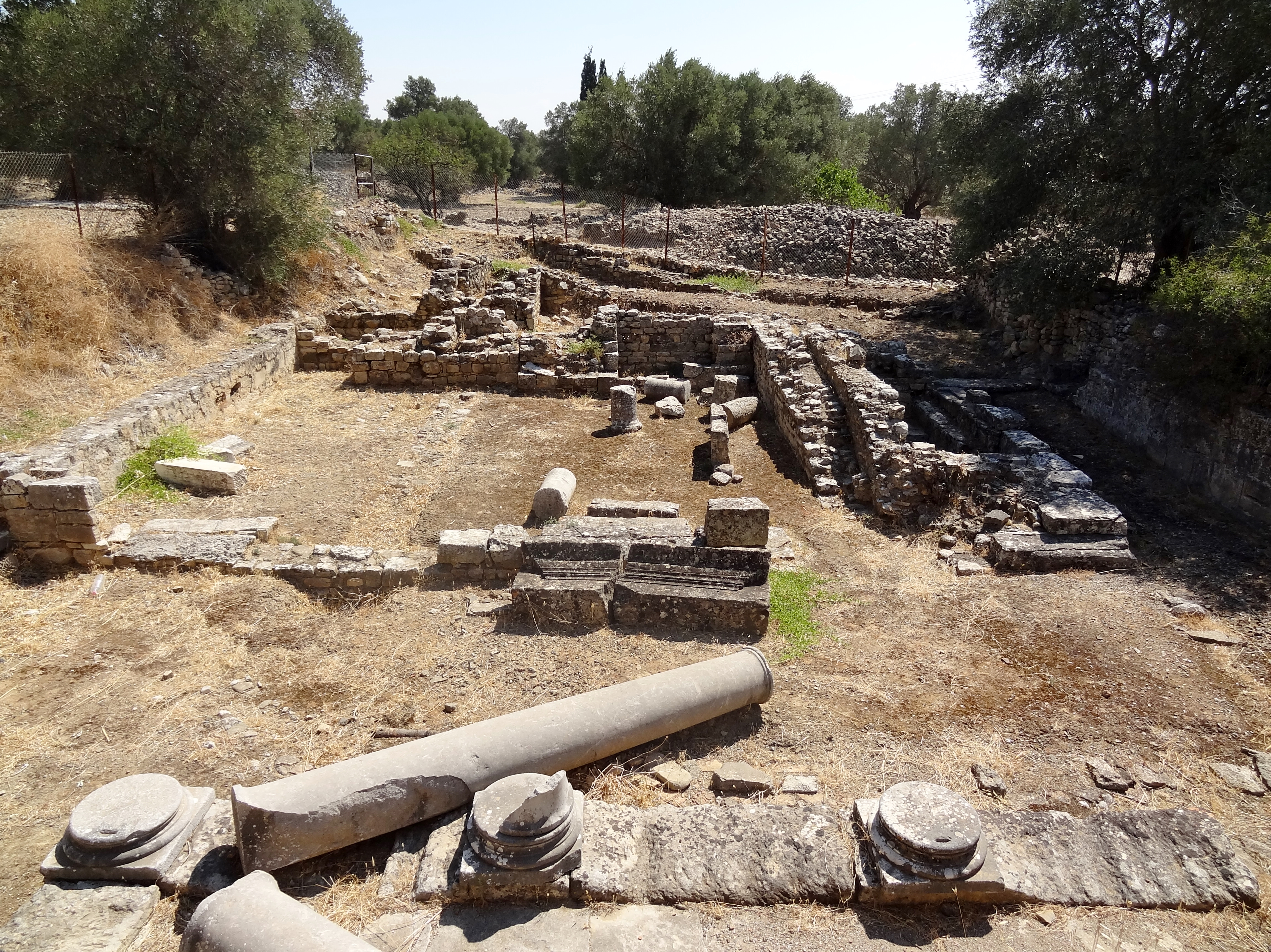
Ausgrabungsstätte des Tempels

Der Tempel der ägyptischen Götter (griechisch Ναός Αιγυπτίων Θεών Naos Egyption Theon) in Gortyn auf der griechischen Insel Kreta bestand vom 2. Jahrhundert v. Chr. bis ins 4. Jahrhundert n. Chr. Er war den Göttern Isis, Sarapis und Anubis geweiht. Diese hatten ihre griechische Entsprechung in Persephone, Hades und Hermes. Die Fläche der Ausgrabungsstätte des ehemaligen Tempels, des einzigen seiner Art auf Kreta, jedoch nicht in der griechischen Welt, ist heute mit einem Maschendrahtzaun umfriedet und kann von außen eingesehen werden.

## Lage und Geschichte

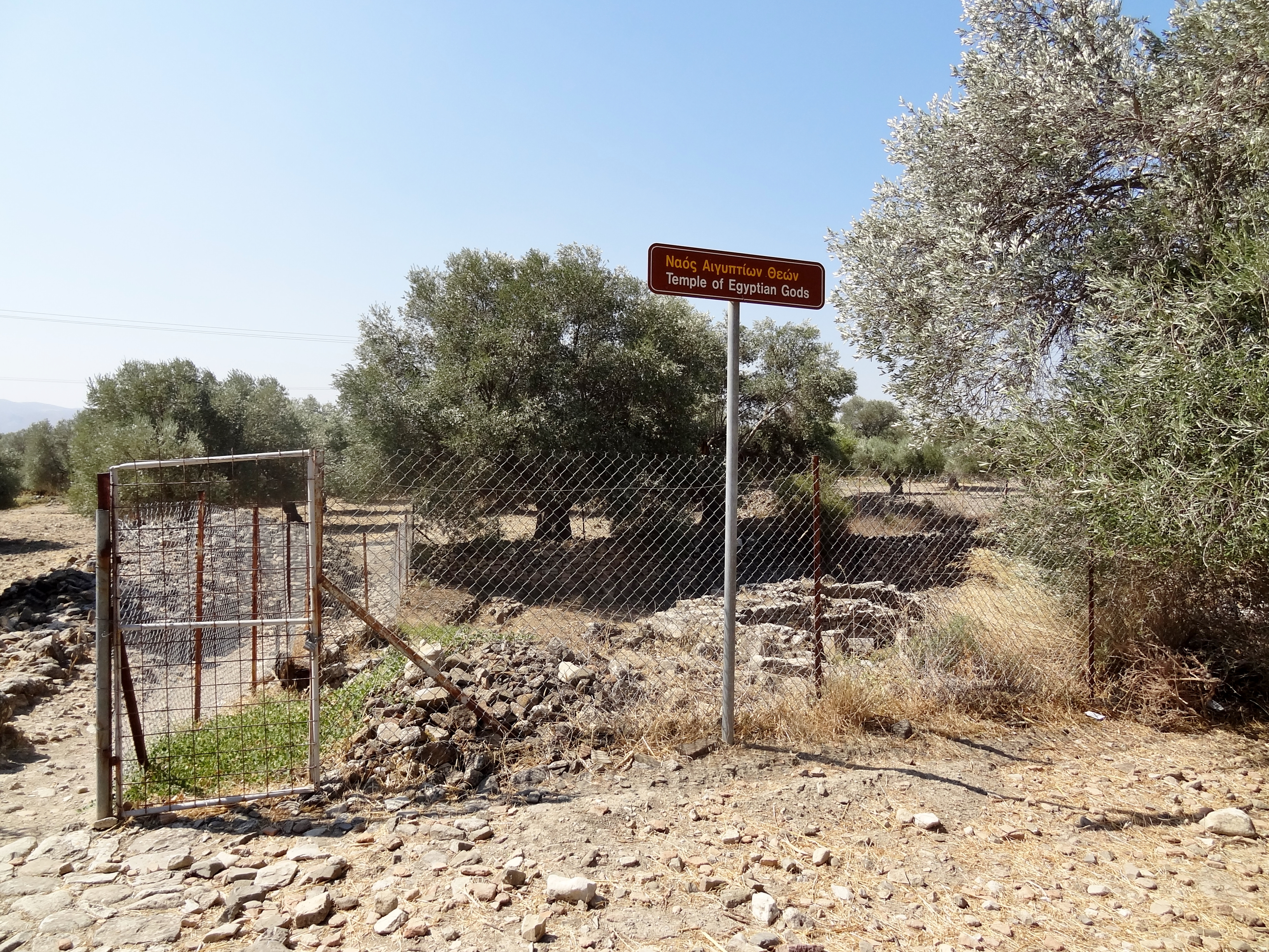
Eingang mit Hinweisschild

Die antike Stadt Gortyn, in römischer Zeit der administrative Sitz der Doppelprovinz Creta et Cyrene und nach der diokletianischen Neuordnung der Provinz Creta, lag im Süden der Insel am Fluss Lethaios (Ληθαίος ποταμός Litheos potamos) in der Messara-Ebene. Der Tempel der ägyptischen Götter befand sich an einem Platz im Zentrum der Stadt, vielleicht dem Forum Gortyns. Heute durchschneidet die Straße EO97 von Agii Deka (Άγιοι Δέκα) nach Mires (Μοίρες) das ehemalige Stadtgebiet in Ost-West-Richtung. Die Überreste Gortyns finden sich auf beiden Seiten, wobei die Ausgrabungsstätte des Tempels der ägyptischen Götter mit seinem Eingang an der Nordostecke 100 Meter südlich der Straße liegt. Die Küste im Westen ist 17,8 Kilometer entfernt, die im Süden über die Asterousia-Berge (Αστερούσια Όρη) 14 Kilometer. Die Fläche des antiken Gortyn gehört heute zur Gemeinde Gortyna (Γόρτυνα) im Regionalbezirk Iraklio.
Nach der Ausbreitung Gortyns von der Akropolis auf dem nordwestlichen Hügel Agios Ioannis in die Ebene im 8. Jahrhundert v. Chr. und der Verlegung des Stadtzentrums in den Bereich des Tempels des Apollon Pythios in der archaischen Zeit (7./6. Jahrhundert v. Chr.) löste Gortyn Phaistos als Hauptort der Messara ab. Im 5. Jahrhundert v. Chr. hatte Gortyn bereits etwa 50.000 Einwohner. Die Konkurrenz unter den kretischen Städten, vor allem zu Knossos und Lyktos, führte in hellenistischer Zeit zu wechselnden Koalitionen mit auswärtigen Mächten, wie den Antigoniden, Ptolemäern, aber auch den Attaliden. Auf Initiative des ägyptischen Königs Ptolemaios IV. Philopator wurde Gortyn um 220 v. Chr. auf den Hügeln Pervolopetra, Armi und Prophitis Ilias auf etwa 1500 Metern Länge mit neuen Mauern aus groben Blöcken lokalen Kalksteins in Emplekton-Technik befestigt. Infolge der in Teilen Kretas stationierten ptolemäischen Truppen etablierte sich im 2. Jahrhundert v. Chr. auf der Insel der Mysterienkult der ägyptischen Götter, und für die ptolemäische Garnison in Gortyn entstand in der ersten Hälfte des Jahrhunderts, möglicherweise um 163 v. Chr. zur Zeit Ptolemaios’ VI. Philometor, das Heiligtum für Isis, Sarapis und Anubis. Außerhalb Gortyns wurden die ägyptischen Götter in Itanos und Poikilassos verehrt, in der Idäischen Grotte, Hierapytna, Lasaia, Soulia, Phoinix und Amnissos ist der Kult durch Inschriften und Funde bezeugt. Dabei verband man Sarapis mit dem auf Kreta geborenen Zeus und Isis mit Kore.

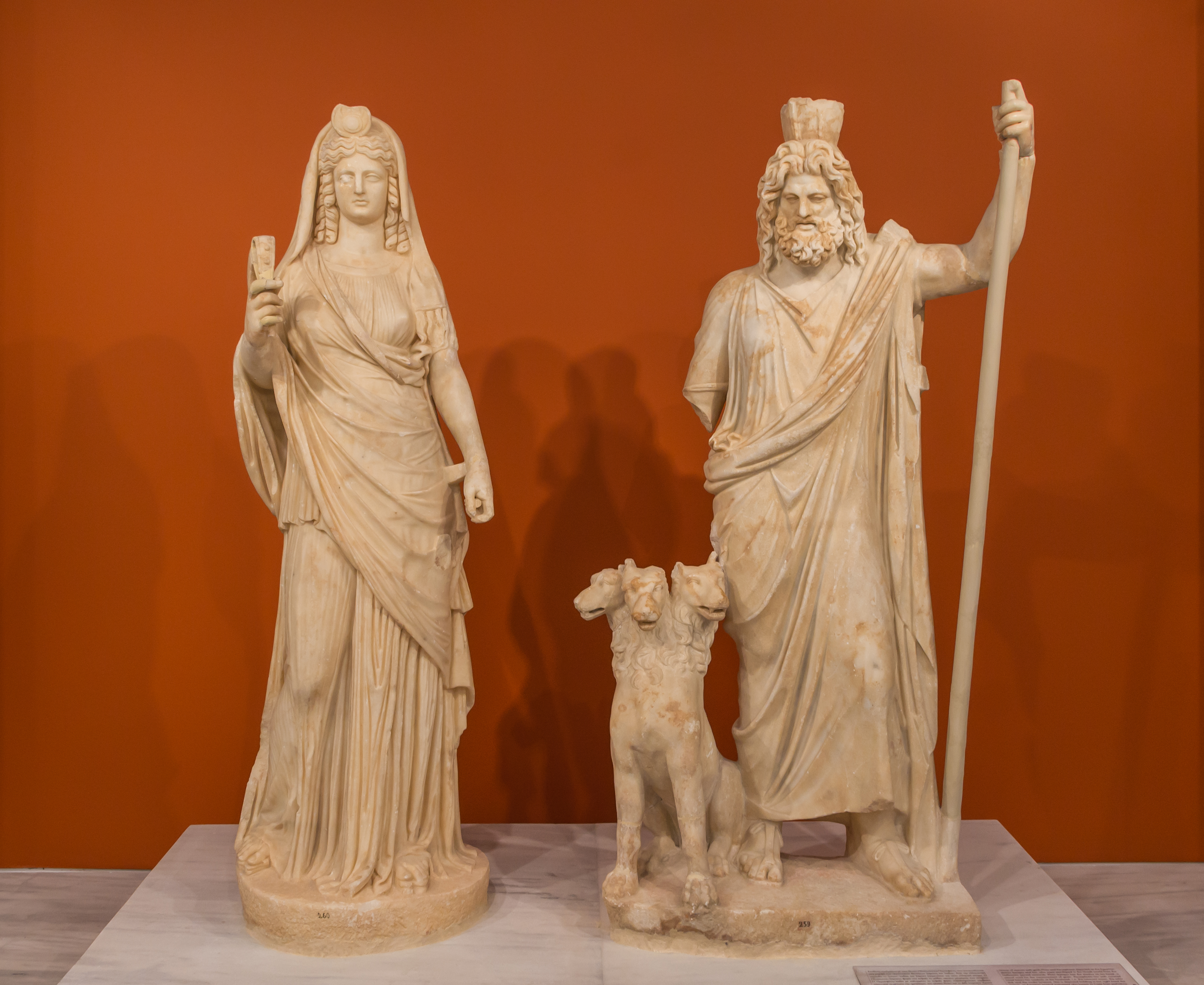
Isis und Sarapis aus Gortyn

Die von Kreta ausgehende Piraterie und die Unterstützung des Mithridathes VI. führten zu Konflikten mit dem aufstrebenden Römischen Reich, das erstmals 71 v. Chr. unter Marcus Antonius versuchte, gegen die Insel vorzugehen. Die Niederlage der Römer in einer Seeschlacht führte zu Verhandlungen mit dem Kretischen Bund. Die Forderungen des römischen Senats in einem Ultimatum lehnten die Kreter jedoch mehrheitlich ab. Daraufhin wurde die Insel durch Q. Caecilius Metellus in einem zweijährigen Krieg bis 67 v. Chr. erobert, während Pompejus die Piraten zur See bekämpfte. Die Niederlage der Kreter war auch darauf zurückzuführen, dass sich einige kretische Städte mit Rom verbündeten. Zu ihnen gehörte Gortyn, das von Zerstörung und Plünderung verschont blieb und anschließend zur römischen Provinzhauptstadt ausgebaut wurde. Der Kult der ägyptischen Götter nahm in der Folgezeit in Orten an der Handelsroute von Ägypten nach Kampanien eine wichtige Rolle ein.
Die Blütezeit Gortyns reichte von der hadrianischen Zeit ab etwa 120 n. Chr. bis in die severische Zeit, in der die Stadt möglicherweise bis auf eine Zahl von 300.000 Einwohnern anwuchs. Zuvor wurde sie 46 n. Chr. von einem Erdbeben zerstört, aber umgehend wieder aufgebaut. Aus dem 1. oder 2. Jahrhundert stammen auch die heute sichtbaren Reste des Tempels der ägyptischen Götter. Davon zeugt eine Weihinschrift auf einem Architrav, der vor der Fassade des Tempels liegt. Die Inschrift beinhaltet die Wiedererrichtung des Tempels durch Flavia Philyra und ihre Kinder, wohl in trajanischer Zeit (98–117 n. Chr.). Nach der Zerstörung des Tempels im 4. Jahrhundert wurde er leicht verändert renoviert, um kurz nach dem improvisierten Wiederaufbau erneut zerstört und nicht wieder genutzt zu werden. Dies fällt in die Zeit der Ausbreitung des Christentums und dessen Entwicklung zur Staatsreligion im Römischen Reich.

## Grabungsbefund
Der Tempel der ägyptischen Götter wurde 1913 von italienischen Archäologen entdeckt und in den Jahren 1913 und 1914 durch Gaspare Oliverio ausgegraben. Eine erneute Ausgrabung fand 1997 unter Antonino Di Vita statt. Der überarbeitete Grundriss zeigt, dass der Tempel des 2. Jahrhunderts aus einem von einer Mauer eingefassten 8,50 Meter breiten und 8,20 Meter langen offenen Hof mit zwei Eingängen an der Westseite, Ziegelsteinfußboden und einem dahinter befindlichen Oikos (wörtlich Haus, das Tempelgebäude) bestand, zu dem eine kleine Treppe hinauf führte. Von den sieben gefundenen Inschriften des hellenistischen Vorgängerbaus waren sechs im Oikos verbaut. Während im Hof Votivgaben und -inschriften aufgestellt wurden, gab es an der Rückwand des Oikos niedrige Bänke für drei fast lebensgroße Kultbilder von Isis, Sarapis und Hermanubis. Die Weihinschrift auf dem 2,35 Meter langen Architrav aus Kalkstein, der an der Westseite vor der Tempelfassade liegt, lautet:

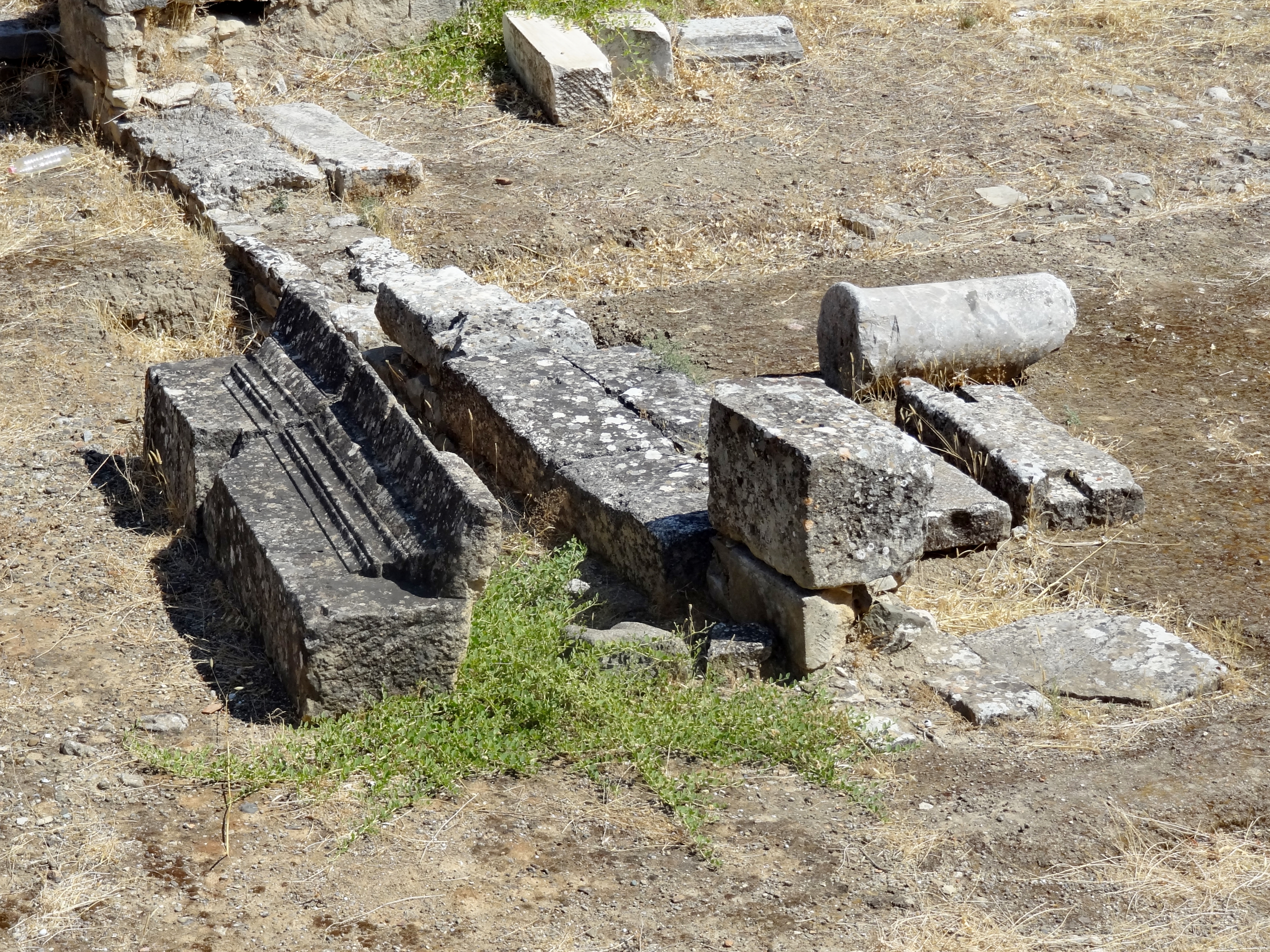
Architrav vor der Tempelfassade

«Εἴσιδι ϰαὶ Σαράπιδι ϰαὶ ϑεοῖς συννάοις Φλαβία Φιλύρα μετὰ τῶν
τέϰνων Γ. [Μ]ετρωνίου Μαξί[μου] ϰαὶ Φιλύρας ϰαὶ Λυσϰίας τὸν οἶϰον ἐϰ ϑεμελίων
ϰατασϰευάσασ[α] ϰα[ϑίδρυ]σεν εὐχὴν ϰαὶ χαριστῆιον.»

„Isis, Sarapis und den zugehörigen Göttern erbaute Flavia Philyra mit ihren
Kindern C. Metronius Maximus, Philyra und Lyscia den auf den Fundamenten
gegründeten Oikos zur Anbetung und Danksagung.“

Der Name Metronius Maximus in der Weihinschrift könnte auch Petronius Maximus gelesen werden. Der Oikos wurde nach der Zerstörung des Tempels im 4. Jahrhundert nicht mehr genutzt. Stattdessen errichtete man an der Eingangstreppe im Hof des Tempels ein 7,50 Meter langes und 1,05 Meter hohes Podium zur Aufstellung der drei Kultbilder. Am südlichen Ende führte eine etwa 0,65 Meter breite Treppe auf das Podest. In dieser Form währte die Nutzung des Kultbaus nicht lange, bis das Heiligtum endgültig zerstört wurde. Vor dem Podium wurden bei den Ausgrabungen vier Statuen gefunden, die des Sarapis mit dem dreiköpfigen Kerberos, der Isis mit einem Sistrum in der rechten Hand, eine Jünglingsfigur mit abgebrochenem Kopf und fehlenden Armen, bei der es sich wahrscheinlich um Hermanubis handelt, und eine weniger sorgfältig gearbeitete weibliche Gewandstatue ohne Kopf und Arme. Die Kultbilder werden der antoninischen Zeit des 2. Jahrhunderts zugeordnet und stammen möglicherweise aus einer Werkstatt im ägyptischen Alexandria.
Neben der Weihinschrift der Flavia Philyra auf dem Architrav und den Inschriftenfragmenten im Oikos steht vor der Nordwestseite der Tempelfassade eine Stele mit folgender altgriechischer Inschrift, die darauf hinweist, dass in dem Heiligtum die Götter Sarapis und Isis verehrt wurden:

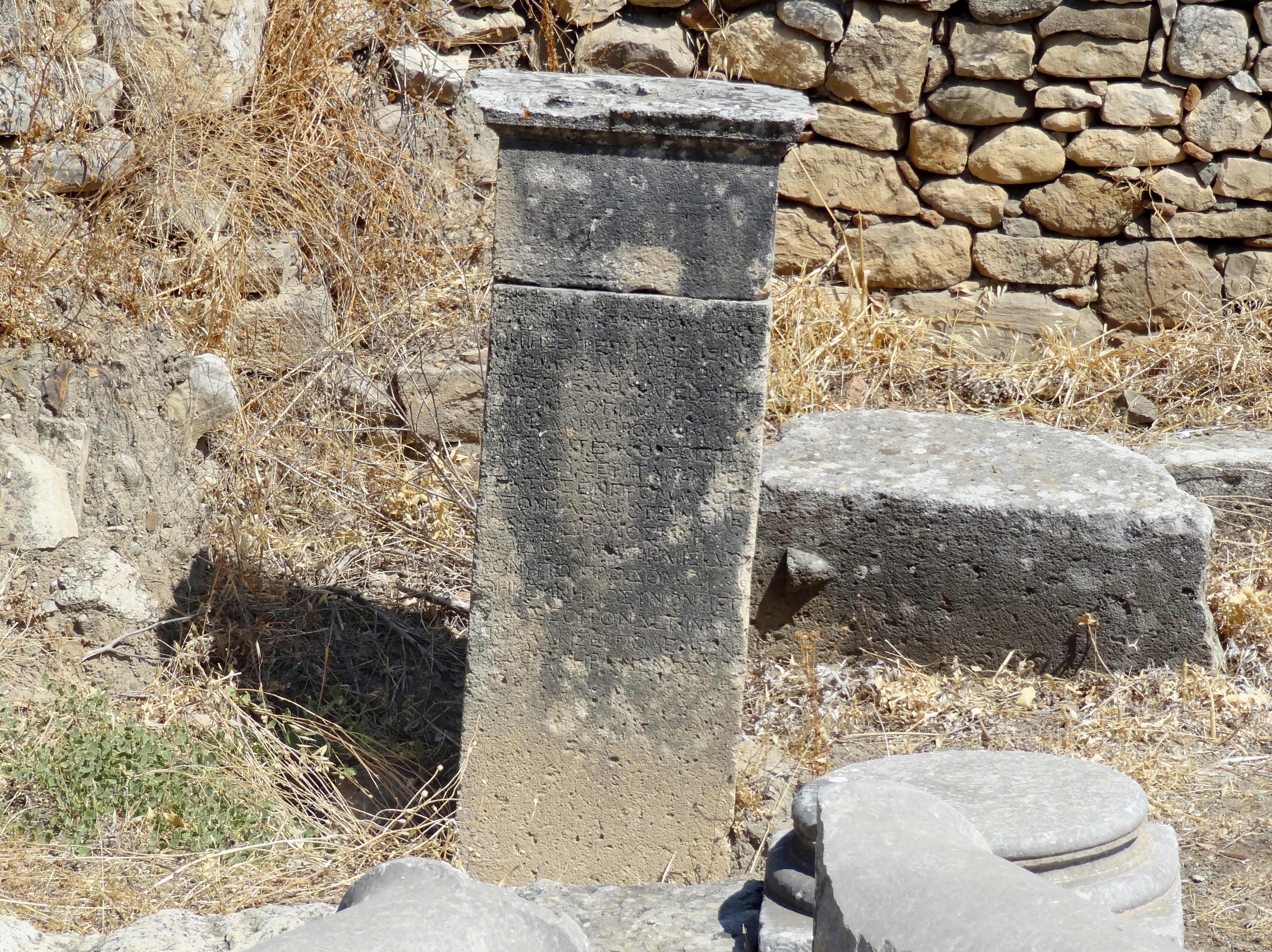
Stele mit Inschrift

«Ὁ Κρὴς εὗρε Πύροος με ϰαὶ ἀ|μφ’ ὤμοις διφάλετρον |
τόξον ἑλὼν Ἄρεος ἤπτ|ετο φυλόπιδος. |
εὗρε δ’ ἄρα πρόβλημα χρ|οός ϰαὶ τεῦχος ὀιστῶν |
ὁ ϑρασὺς Ἐρταίων φέρ|τατος ἐν προμάχοις, |
ἐξ οὗ πᾶσα φοβεῖ με νέ|ῳν ὠϰύδρομος ἥβη. |
σοὶ δὲ Σάρᾳπι ϰαὶ Ἶσι δῶ|ρον ὑπὸ προδόμωι |
ϑῆϰε μνημόσυνόν με Π|ύρως σοὶ τόνδ’ ἐπὶ νίϰης |
πολλάϰις ἐϰ πολέμον | ϰῦδος ἀηράμενος.»

Südlich der Stele und 3,80 Meter westlich der Tempelfront ist ein Stylobat mit vier Säulenbasen erhalten. Die Basen messen 0,64 × 0,64 Meter und befinden sich in einem Abstand von 1,60 Meter, wobei drei in einer Reihe und die vierte im Norden rechtwinklig nach Westen angeordnet sind. Von den Säulen, die ionische Kapitelle trugen, sind ein 3,60 Meter langer, vollständig erhaltener Säulenschaft sowie mehrere Bruchteile erhalten. Sie bestehen aus grauem Granit und hatten unzerstört einen Durchmesser von unten 0,54 und oben 0,43 Meter. Die Säulen gehörten wahrscheinlich nicht zum Heiligtum, wie vormals angenommen, als man sie als Teil eines Pronaos ansah, sondern führten als eine mit großen Kalksteinplatten gepflasterte Kolonnade vom Tempel der ägyptischen Götter nach Süden in Richtung Pythion und Theater von Gortyn.

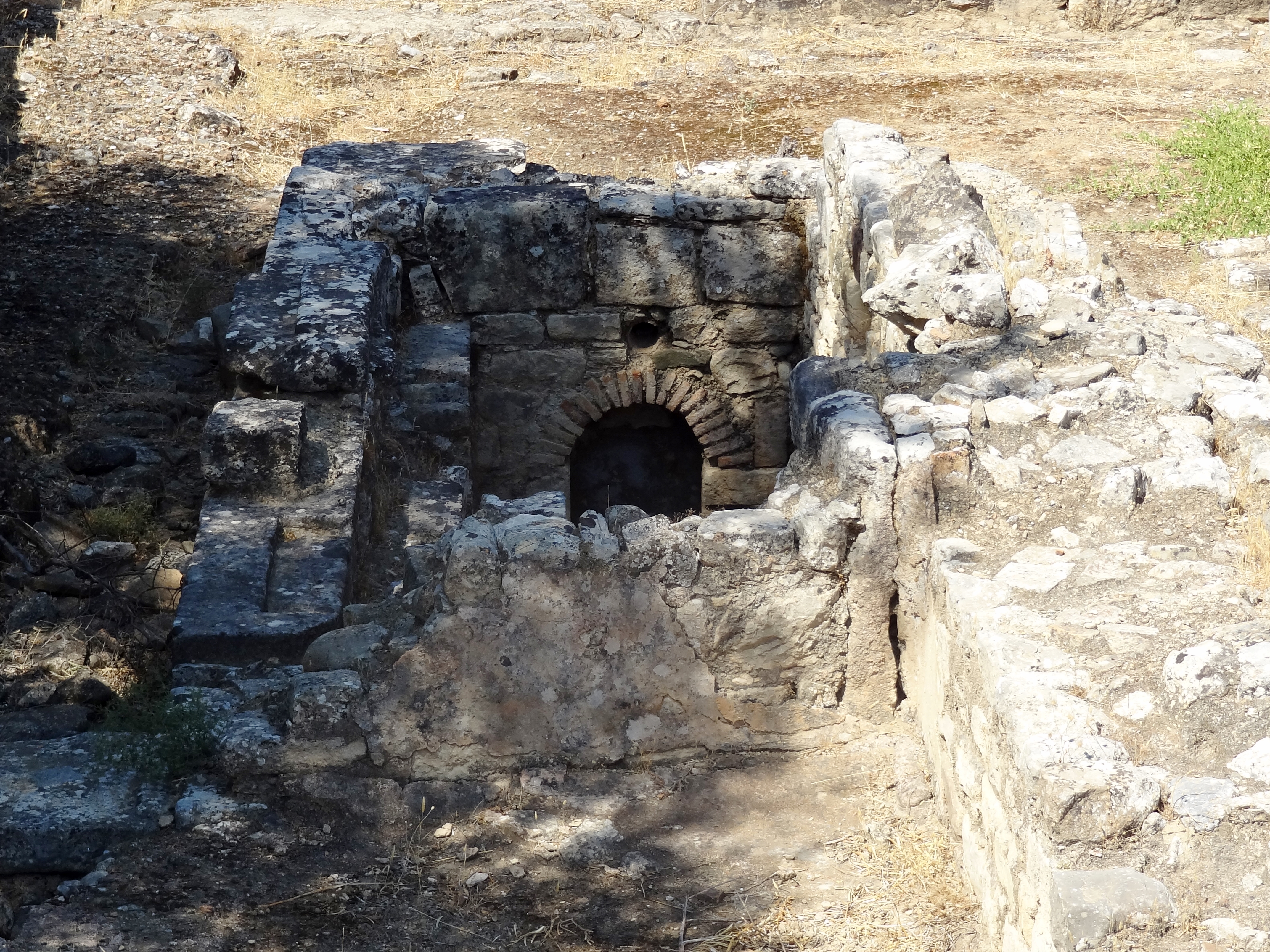
Becken vor der Krypta

An der Südwand des Tempelgebäudes bestand ein Anbau, der von einer nordsüdlich gerichteten, 0,90 Meter starken Wand in zwei Teile getrennt war. Östlich der Wand befand sich ein 2,50 × 1,70 Meter großes, flaches Wasserbecken. An den zwei erhaltenen Wänden des Beckens sind Reste farbigen Stucks erkennbar. Der mit Mörtelverputz überzogene Ziegelfußboden liegt 0,10 Meter unter dem Normalniveau.

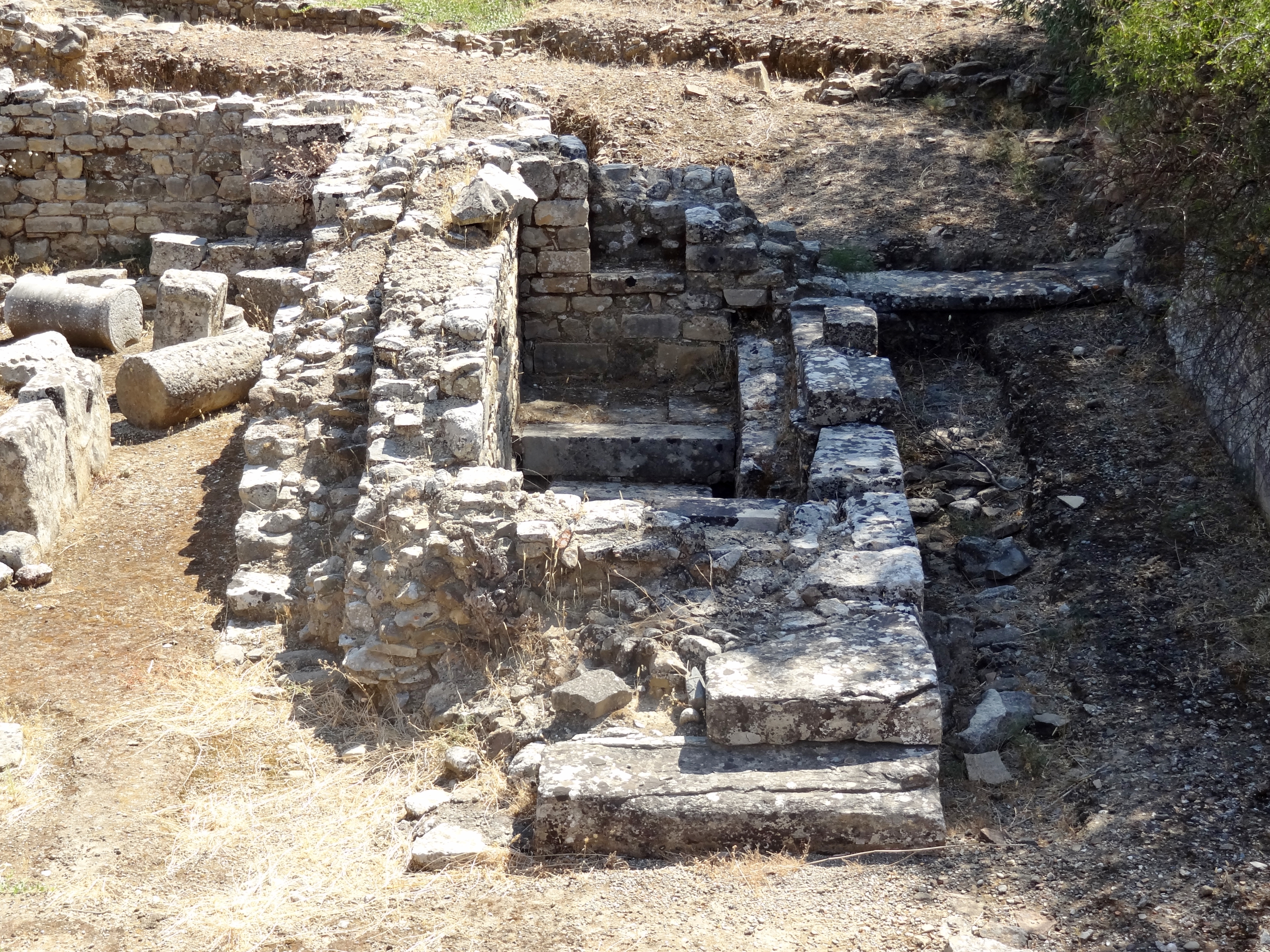
Eingang zur Krypta

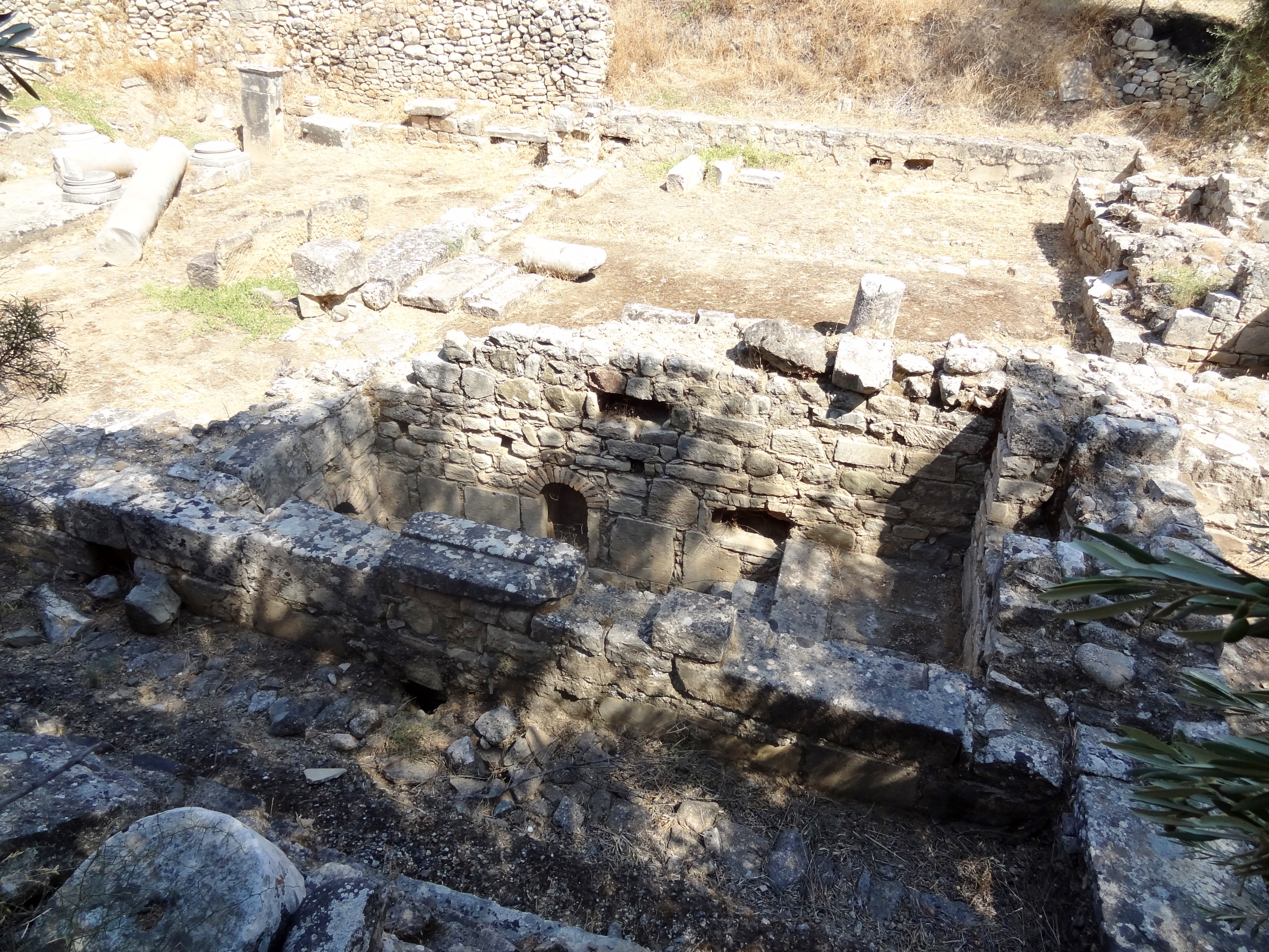
Krypta des Anbaus

Im Westen der Trennwand befindet sich ein tiefer Raum, der als Krypta bezeichnet wird. Die separate Ummauerung der Krypta trug ein Tonnengewölbe. Ihr Eingang lag im Westen gegenüber der Kolonnade und südlich der beiden Tempeleingänge. Dort wurde auf einem 0,50 Meter hohen Podest die Statue eines vermutlich auf einem Thron sitzenden Sarapis gefunden. Ein 6,30 Meter langer und 1,50 Meter schmaler Korridor an der Südseite der Krypta führte vom Eingang nach Osten zu einem linksseitigen 1,30 Meter breiten Durchgang zu den unteren Bereichen. Über drei Stufen nach Norden gelangt man hinter dem Durchgang auf einen Absatz, der 0,50 Meter unter Normalniveau liegt. Dann führen fünf Stufen nach Westen auf einen 1,80 Meter tiefen Absatz, hinter dem sich ein 0,40 Meter tieferes, 1,10 × 1,15 Meter großes Becken befindet, das über eine Zuleitung in der Westwand, mit einem Durchmesser von 0,11 Meter und 2,10 Meter über dem Beckenboden, mit Wasser gefüllt wurde.
In die Wände der Krypta sind vier Nischen eingelassen, die der Aufnahme von Statuetten dienten, je Wand und Himmelsrichtung eine. Mit Ausnahme der östlichen Nische, deren oberer Teil fehlt, besitzen sie Rundbögen aus gebrannten Ziegeln. Bei den Statuetten in den Nischen dürfte es sich um die Gottheiten Sarapis, Isis, Anubis und Harpokrates gehandelt haben. Harpokrates bezeichnet einen Kindgott, der mit Sarapis und Isis eine Göttertriade bildete. Die Verteilung der Götterstatuetten in den jeweiligen Nischen ist unklar. Die Wasseranlagen mit flachem Becken und tiefer Krypta sind typisch für Tempel der ägyptischen Götter. Sie dienten Initiationszeremonien, bei denen einem Reinigungsbad das Tauchbad bei den Göttern der Unterwelt folgte, einem symbolischen Tod, wie Osiris im Nil ertrank. Die Anlage in Gortyn war verhältnismäßig klein, so dass der Initiand in der Krypta wohl bis zu den Knien im Wasser stand, während weiteres Wasser aus dem Rohr über der westlichen Nische über ihn strömte. Ähnliche Vorrichtungen größeren Ausmaßes für Initiationszeremonien sind aus der Roten Halle in Pergamon bekannt.
Im von Ian F. Sanders 1982 in seinem Buch Roman Crete (S. 75, fig. 15) modifizierten Grundriss des Ausgräbers Gaspare Oliverio ist nordöstlich des Tempelhofes eine Zisterne angefügt. Entsprechend der Neuinterpretation durch Antonino Di Vita gehörte diese zu mehreren Räumen unterhalb des Oikos des 2. Jahrhunderts. Gaspare Oliverio weist in der Erstveröffentlichung seines Grabungsberichtes 1914 zudem auf spätere Gräber nördlich des Heiligtums hin, in denen er ein Lager mit byzantinischen Münzen fand.

## Fundstücke

### Statue des Sarapis

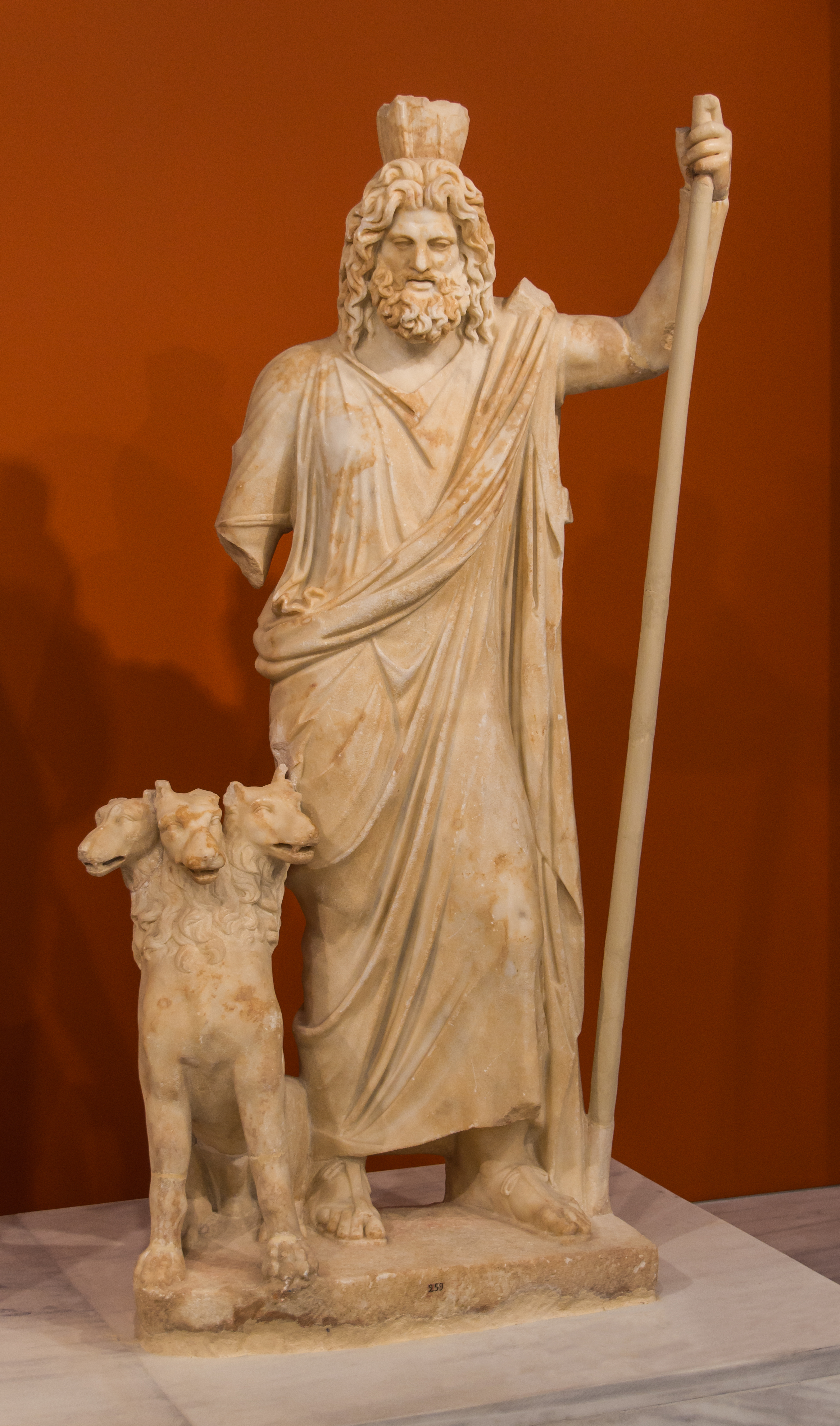
Statue des Sarapis

Die im Hof des Tempels gefundene Statue des Sarapis, die wohl in der Mitte zwischen Isis und Hermanubis stand, ist knapp lebensgroß und aus weißem Marmor gefertigt. Der stehende Gott ist mit einem kurzärmeligen Chiton und einem darüber liegenden Himation dargestellt. Mit seinem linken erhobenen Arm stützt er sich auf einen bis zum Boden reichenden Stab, der nicht erhalten ist und für die Aufstellung im archäologischen Museum von Iraklio von der Hand bis zum Bodenansatz nachgefertigt wurde. Hierbei könnte es sich um einen Dreizack oder ein Zepter gehandelt haben.
Auf dem Kopf mit langem krausen Haar und ebensolchem Bart trägt Sarapis einen zweigverzierten Kalathos. Der Blick des Gottes aus einem ernsten Gesichtsausdruck richtet sich schräg nach unten. Die Füße der Gottheit sind mit Sandalen versehen. Der herabhängende rechte Arm der Statue ist oberhalb des Ellenbogens abgebrochen und fehlt. Möglicherweise war die rechte Hand des Gottes mit der Figur des Kerberos an seiner rechten Seite verbunden. Letzterer ist dreiköpfig und in sitzender Haltung ausgearbeitet. Die Hundeköpfe blicken in verschiedene Richtungen und wurden mit einer Art Mähne versehen.
Stehende Darstellungen des Sarapis mit Kerberos an seiner Seite sind selten. Eine ähnliche Darstellung ist von einer Münze aus einer Stadt namens Apollonia bekannt, die 1890 von Friedrich Imhoof-Blumer beschrieben wurde. Sarapis ist von der Anordnung mit Kerberos als Herrscher der Unterwelt dargestellt und verschmilzt in dieser Form mit Pluto, dem Gott der Totenwelt in der Erdtiefe, der weitgehend dem Hades entspricht.

### Statue der Isis

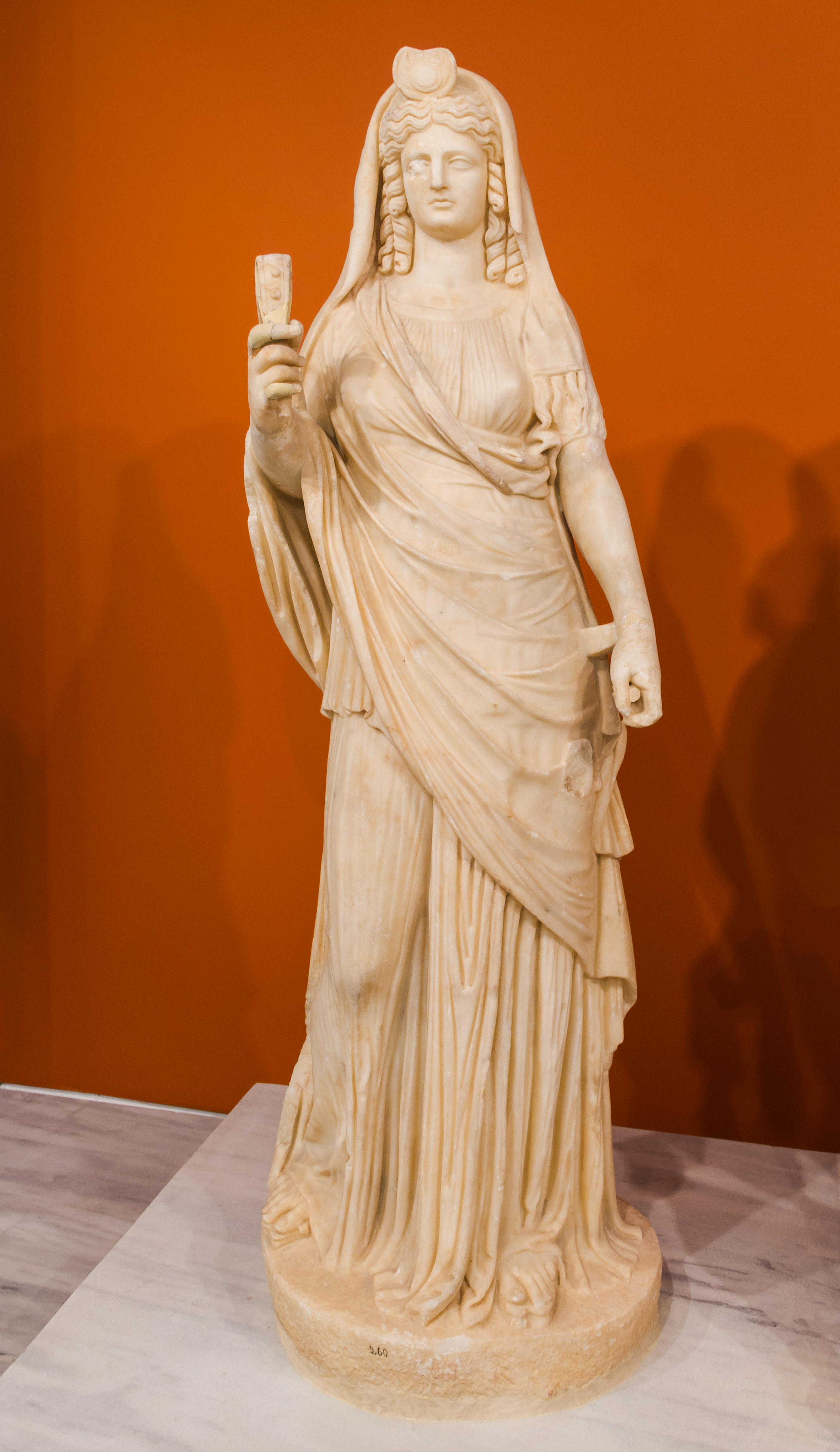
Statue der Isis

Wie die Statue des Sarapis besteht die der Isis aus weißem Marmor und wurde im Hof des Tempels entdeckt. Die stehende Göttin  ist mit einem doppelt gegürteten Chiton und einem gefältelten Mantel dargestellt. Der Mantel ist über die Schultern gelegt und bedeckt das Hinterhaupt. Die gescheitelten und gewellten Haare der Isis oberhalb der Stirn fallen in sorgfältig gedrehten Locken von den Schläfen bis auf die Schultern herab. Auf dem leicht nach vorn geneigten Kopf ist oberhalb des Scheitels zwischen Kulthörnern eine kleine Sonnenscheibe zu sehen. Die Sandalen sind bei Isis nur in dem unter dem Chiton hervorschauenden vorderen Bereichen der Füße angedeutet.
Der linke Arm und der rechte Unterarm der Göttin liegen am Körper an. Der rechte Unterarm ist nach vorn etwas aufwärts abgewinkelt. In der so erhobenen Hand hält Isis ein Sistrum, das im ägyptischen Glauben durch Schütteln die Nilflut herbeiführte. Die linke Hand hielt auf Höhe des Oberschenkels einen Gegenstand, der weggebrochen und verloren ist. Von ihm blieb in der Hand eine Art Henkel und ein Eindruck im gefältelten Mantel der Göttin. Ähnliche Darstellungen der Isis lassen es als sicher annehmen, dass es sich um ein Gefäß handelte, wahrscheinlich eine Situla.
Der gortynischen Isis vergleichbare Darstellungen der Göttin sind zahlreich. So ist beispielsweise eine Statue aus den Vatikanischen Museen in Rom ähnlich beschrieben. Ihr fehlt, wie der Statue aus Gortyn, der sonst typische Gewandknoten auf der Brust vor der rechten Schulter. Oft wurden Isispriesterinnen mit den Attributen ihrer Göttin dargestellt. Selbst auf Münzprägungen der Antike ist die Erscheinungsform der Göttin häufig anzutreffen.

### Statue des Hermanubis?
Bei der dritten im Hof des Tempels gefundenen, sorgfältig gearbeiteten Statue handelt es sich um eine fast lebensgroße Jünglingsfigur mit abgebrochenem Kopf und fehlenden Armen. Sie lag, wie die Statuen des Sarapis und der Isis, vor dem im 4. Jahrhundert errichteten Podium. Die Figur trägt einen auf beiden Schultern zusammengehaltenen Mantel. An der linken Schulter ist ein Teil des Hermesstabes zu erkennen. Nahe der Statue wurde eine Marmorhand mit Geldbeutel und das Fragment eines Hundekopfes gefunden. Sie werden als zur Statue gehörig aufgefasst und führten in Verbindung mit dem Hermesstab zur Ansicht, dass es sich bei der Jünglingsfigur um Hermanubis handeln müsse.
Den schakalköpfigen altägyptischen Gott Anubis sahen die Griechen und Römer als Gott mit einem Wolfs- oder Hundekopf an. In griechischen Inschriften wird er vielfach erwähnt, meist gemeinsam mit anderen Gottheiten, wie Osiris und Isis, Sarapis und Isis, mit diesen und Harpokrates, dazu auch Kanopos oder die Dioskuren. In der klassischen Kunst erscheint Anubis häufig in Gruppen mit den zugehörigen Göttern, selten für sich allein. Gemeinsam mit dem Kult der anderen ägyptischen Gottheiten aus dem Götterkreis des Osiris bzw. Sarapis breitete sich die Anbetung des Anubis in ptolemäischer Zeit nach Griechenland aus. Wie Anubis sind auch der griechische Hermes und der römische Merkur Götter der Verstorbenen, die deren Seelen in das Land der Toten bzw. den Hades geleiteten, woraus sich ihre Gleichsetzung ableitete.

### Weibliche Gewandstatue

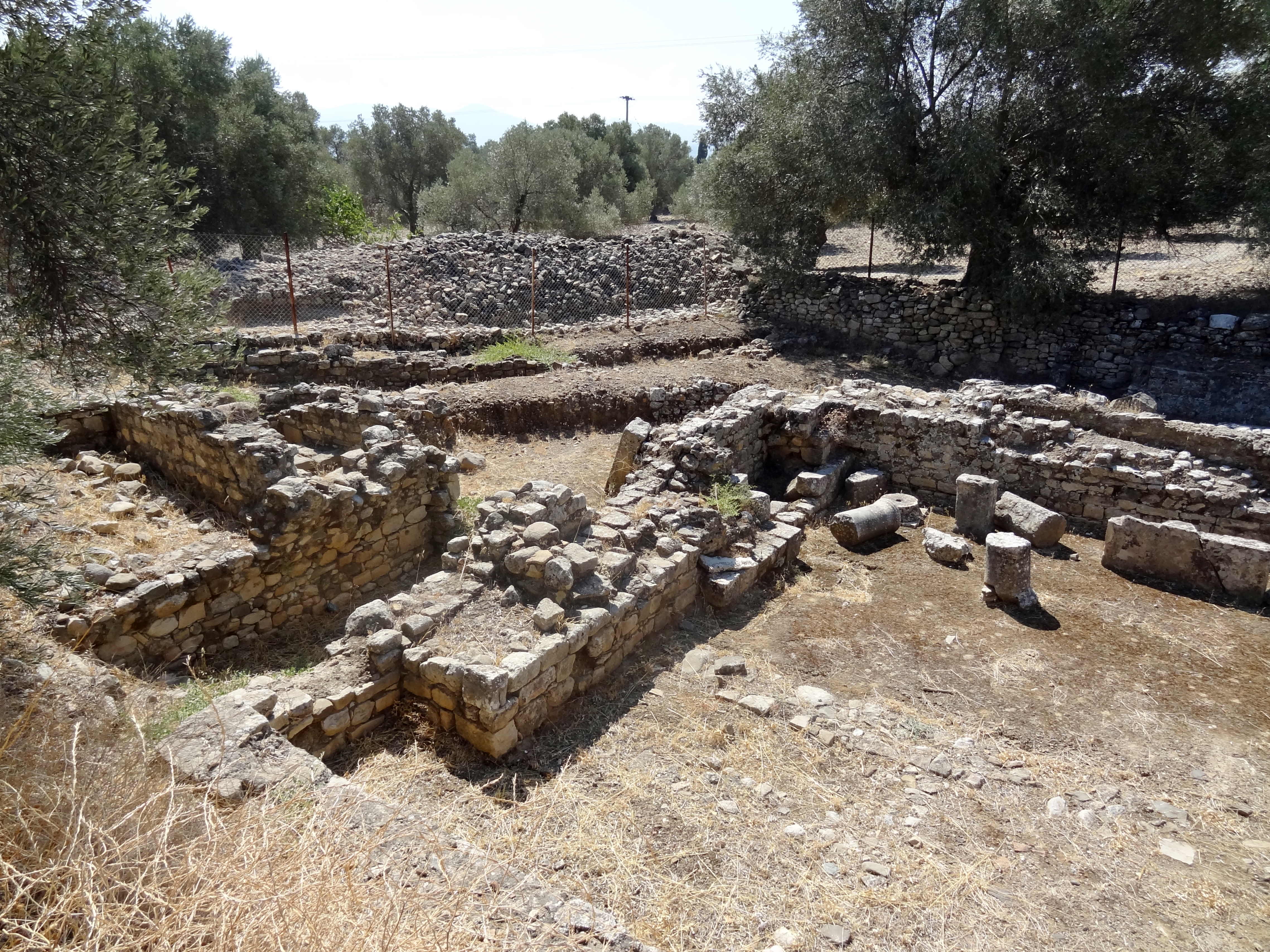
Podium im Tempelhof

Gegenüber den drei vorgenannten Statuen ist die neben den Fragmenten der vermeintlichen Hermanubis-Figur vor dem rechten Teil des Podiums gefundene Frauenstatue weniger sorgfältig gearbeitet und etwas überlebensgroß. Der mit Chiton und Himation dargestellten Figur fehlen Kopf und Arme. Die Statue stand vermutlich zu ebener Erde, da sie von der Größe und Verarbeitung nicht zu den drei Götterstatuen auf dem Podium passt und dort mit der typischen Isisdarstellung schon eine Frauenfigur aufgestellt war. Ob es sich bei der weiblichen Gewandstatue um ein Abbild der Flavia Philyra, der in der Weihinschrift genannten Stifterin des Oikos, handelt, bleibt als Deutung fraglich.

### Weitere Fundgegenstände
Nahe der Südwestecke des Tempelhofes wurde eine kopflose Marmorstatue gefunden, die eine auf einem Thron sitzende Person zeigt. Sie stand vermutlich auf dem 0,50 Meter hohen Podest am Eingang zur Krypta, an dem eine Stufe angesetzt ist. Die Statue mittelmäßiger Ausführung stellt möglicherweise den thronenden Sarapis dar. An der Nordwestecke des Tempelhofes entdeckte man eine kopflose männliche Halbbüste mit erhobenem linken Arm und einem über die linke Schulter liegenden Gewandzipfels. Die wenig sorgfältige Arbeit kann keiner Gottheit oder Person zugeordnet werden. Im archäologischen Museum von Gortyn nahe der Titus-Basilika steht weiterhin eine sorgsam gearbeitete Frauenfigur, der der Kopf fehlt und deren Verbindung zum Tempel der ägyptischen Götter unklar ist.
Über den Verbleib anderer von Gaspare Oliverio ausgegrabener Fundstücke ist heute nichts mehr bekannt. Bei den von ihm 1914 beschriebenen Gegenständen handelt es sich um einige kleine Köpfe, zwei weibliche Torsos, drei kleine fragmentarische Frauenköpfe aus Terrakotta, kleine Stierbilder aus Terrakotta und andere kleine Votivgaben. Sie befanden sich unter anderem in der Krypta südlich des eigentlichen Tempelhauses. Zu den dort entdeckten Statuetten gehörte eine weibliche Terrakotta ohne Kopf, die in einen Mantel gehüllt war und zum Typus der „trauernden Isis“ zählen könnte. Fragmente von Terrakotten, die Teile von Rindern darstellten, werden mit der Erscheinung der Isis als Kuh oder Apis-Stieren in Verbindung gebracht.